# Ernst Raser
Ernst Raser (* 31. August 1943 in Wien; † 31. März 2025 ebenda) war ein österreichischer Schriftsteller und österreichischer Nationalteamtrainer für Judo. Er trug den 9. Dan.

## Leben
Ernst Raser machte eine Lehre zum Bäcker. Im Zuge des zweiten Bildungsweges holte er die Matura nach und studierte Germanistik und Romanistik.
Von 1973 bis 1991 war er Judonationalteamtrainer. 3 × Gold, 1 × Silber und 3 × Bronze bei WM (Gold: Edith Hrovat, Gerda Winklbauer, Edith Simon, Silber: Edith Hrovat, Bronze: Gerda Winklbauer, Karin Posch, Roswitha Hartl) und 16 × Gold bei EM (8 × Gold Edith Hrovat, 5 × Gold Gerda Winklbauer, 2 × Gold Edith Simon, 1 × Gold Herta Reiter.) Von 2011 bis 2022 war er Präsident des Wiener Judoverbandes. Von 2019 bis 2021 war er Vizepräsident des Österreichischen Judoverbandes.
Ernst Raser arbeitete viele Jahre als Schriftsteller.

## Judo- und Gymnastikverein Raser Wien
Sein Verein heißt “Judo- und Gymnastikverein Raser Wien”. Er war Mitglied im österreichischen Judoverband. Zwischen 1981 und 2001 gewann der Verein elf Mal die Österreichische Judo-Damen-Mannschaftsmeisterschaft. (1981, 1983, 1984, 1985, 1987, 1988, 1989, 1990, 1991, 1997, 2001)

## Auszeichnungen
- 2015: Sportehrenzeichen der Stadt Wien[9][10]
- 2021: Silbernes Ehrenzeichen der Republik Österreich[11]
- 2022: Ehrenpräsident des Judo Landesverbands Wien[2]

## Publikationen
- Sachbuch
  - Strategien zum Erfolg. Judo: Der Weg zum Ziel, Heli Verlag, Wien 2004, ISBN 3-9500939-5-8.
- Romane
  - Herr Johann. Don Juan aus Wien.Heli Verlag, Wien 1999, ISBN 3-9500939-1-5.
  - Augustas Geburtstag. Novum Verlag, Horitschon 2004, ISBN 3-902324-76-7.
  - Meeting Joy. Wien 2013. ISBN 978-3-9500939-7-1
- Lyrik
  - Voller Liebe. 66 Gedichte voller Liebe, Lust und Leidenschaft. Heli Verlag, Wien 2006, ISBN 978-3-9500939-6-4.